# James Marsden
James Paul Marsden (* 18. září 1973, Stillwater, Oklahoma) je americký herec. Je známý díky ztvárnění superhrdiny Cyclopse ve filmové sérii X-Men (2000–2014) a rolemi ve filmech Zápisník jedné lásky (2004), Superman se vrací (2006), Hairspray (2007), Kouzelná romance (2007) a 27 šatů (2008). Ztvárnil také Johna F. Kennedyho v dramatickém filmu Komorník (2013) a účinkoval v komediích Zprávař 2 – Legenda pokračuje (2013), Ježek Sonic (2020), Ježek Sonic 2 (2022) a Ježek Sonic 3 (2024).
Mezi lety 2016 a 2022 účinkoval ve sci-fi seriálu Westworld a mezi lety 2019 a 2022 účinkoval v černé komedii Smrt nás spojí, za níž získal nominaci na Critics' Choice Television Award v roce 2023. Objevil se hostujících rolích v sitcomech Taková moderní rodinka (2011) a Studio 30 Rock (2012–2013). Ztvárnil také beletrizovanou verze sebe sama v seriálu Soudní porota (2023), za který získal nominace na Zlatý glóbus a cenu Emmy. Poté účinkoval v politickém seriálu Ráj (2025), přičemž za svůj výkon obdržel druhou nominaci na cenu Emmy.

## Životopis
Narodil se ve Stillwateru v Oklahomě jako syn Kathleen (rozené Scholtz) a Jamese Luthera Marsdenových. Otec má titul Ph.D. a je profesorem zoologie a průmyslu na Kansaské státní univerzitě a matka je výživová poradkyně. Jeho rodiče se rozvedli, když mu bylo devět let. Má předky anglického, skotského, německého a francouzského původu.
Má čtyři sourozence: dvě mladší sestry, Jennifer a Elizabeth a bratry, Jeffa a Roberta. Navštěvoval Hefner Middle School a Putnam City North High School v Oklahoma City a později šel na Oklahomskou státní univerzitu, kde studoval žurnalistiku televizního vysílání. Byl také členem bratrství Delta Tau Delta. Nicméně po roce a půl ze školy odešel a odstěhoval se do Los Angeles, aby se mohl věnovat herecké kariéře.

## Kariéra

### Počátky kariéry
Jeho první práce přišla v několika epizodách televizního seriálu Chůva k pohledání, kde si zahrál Eddieho, přítele Margaret Sheffieldové. Poté hrál v kanadském televizním seriálu Boogies Diner, který se vysílal po jednu sezónu. S koncem sezóny hostoval v dalších televizních seriálech, jako Konečně zazvonilo, nová třída a Správná pětka. Později se objevil v seriálu televize ABC, Second Noah. Díky Edwardovi Nortonovi přišel o roli ve filmu Prvotní strach a odmítl hlavní roli ve snímku Klub 54. Roli poté získal Ryan Phillippe. James si poté zahrál ve filmech Podezřelé chování, vedle Katie Holmes a Fáma, po boku Kate Hudson. Také se objevil v televizním seriálu Ally McBealová, jako jeden z hlavních herců v první polovině páté série a prokázal zde i své pěvecké schopnosti.

### Průlom

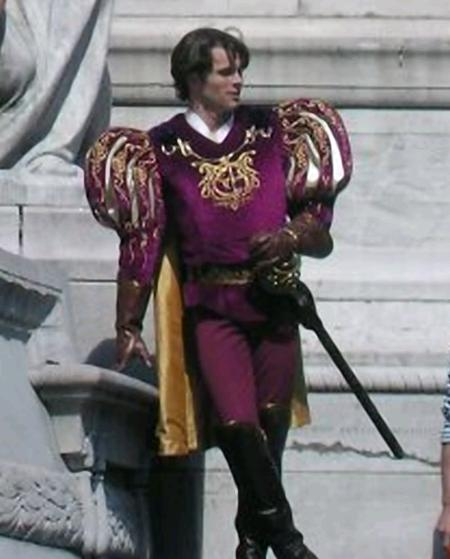
James Marsden při natáčení filmu Kouzelná romance (2006)

V roce 2004 se objevil v roli Noahova rivala v romantickém filmu Zápisník jedné lásky. Byl zřejmě obsazen kvůli blízké podobnosti s Jamesem Garnerem, který hrál staršího Noaha, ale herec hrající mladšího Noaha (Ryan Gosling) mu nebyl vůbec podobný. V roce 2007 si Marsden zahrál Cornyho Collinse ve filmové adaptaci broadwayského muzikálu Hairspray. Tím také přišel jeho hudební debut, když ve filmu zpíval dvě písně, „The Nicest Kids In Town“ a „(It's) Hairspray“. Jak film, tak i soundtrack byly kritiky velice chváleny. Jeho další role byla v disneyovském filmu, který kombinoval animovaný film i hraný, s názvem Kouzelná romance a zahrál si roli prince Edwarda. Pro film nazpíval jeden duet s Amy Adams na začátku filmu a dále duet s Idinou Menzel, který byl ale nakonec z filmu vystřižen. Film byl příznivě uznán kritiky a stal se i komerčním úspěchem, když celosvětově vydělal přes 340 milionů dolarů.
V návaznosti na své úspěchy hrál v roce 2008 hlavní mužskou roli v romantické komedii 27 šatů, po boku Katherine Heiglové. Film vydělal celosvětově 160 milionů dolarů. Také hrál v teenagerovské komedii Sex Drive. Film sice příliš úspěšný nebyl, ale Marsdenův výkon byl velmi chválen. Za role v Kouzelné romanci a 27 šatů také získal nominaci na cenu Teen Choice Awards.
V roce 2009 ztvárnil hlavní mužskou postavu ve snímku The Box, založené na krátkém příběhu „Button, Button“ od Richarda Mathesona, který byl dříve využit jako námět pro epizodu seriálu Pásmo soumraku. Hrál zde společně s Cameron Diaz a Frankem Langellem, se kterým se již dříve setkal ve filmu Superman se vrací. V roce 2010 byl obsazen vedle Chrise Rocka, Luka Wilsona, Dannyho Glovera a Columbuse Shorta do komedie Horší než smrt, remaku stejnojmenné britské komedie z roku 2007.
V lednu 2011 se objevil v sitcomu Taková moderní rodinka v roli bezdomovce a squatera u Cama a Mitchela. V dubnu téhož roku hrál hlavní roli ve velikonoční komedii Hop. Později v tomtéž roce si zahrál hlavní roli ve Strašácích, remaku stejnojmenného filmu z roku 1971, kde hlavní roli hrál Dustin Hoffman. Marsden se zde objevil vedle své kolegyně ze Superman se vrací, Kate Boswoth a Alexanderem Skarsgårdem, se kterým se dříve potkal ve filmu Zoolander.
V roce 2012 měl vedlejší roli Crisse, lásky Liz Lemon, v šesté sérii televizního seriálu Studio 30 Rock. V roce 2013 se objevil s Denzelem Washingtonem a Markem Wahlbergem v akčním filmu 2 zbraně. Později ztvárnil Johna Fitzgeralda Kennedyho v seriálu Komorník. Následně hrál Rona Burgundyho, rivala postavy Willa Ferrella. v komedii Zprávař 2 – Legenda pokračuje. Prostřednictvím camea si zopakoval roli Scotta Summerse ve filmu X-Men: Budoucí minulost. V roce 2014 ztvárnil ve filmu Co s láskou, založenou na knize od Nicholase Sparkse, hlavní roli. Nahradil v ní tragicky zesnulého Paula Walkera.

## Osobní život
Dne 22. července 2000 se oženil s Lisou Linde, dcerou countryového zpěváka a textaře Dennise Linde. Marsden a Linde spolu mají dvě děti, syna Jacka Holdena a dceru Mary James. Linde 23. září 2011 podala žádost o rozvod. Marsden má dalšího syna, Williama Lucu Costa-Marsdena, narozeného 14. prosince 2012, s bývalou přítelkyní Rose Costou.
V dubnu 2010 byl přidán na zeď slávy ve městě Putnam od městské školní nadace.

## Filmografie

### Film
| Rok  | Název                                   | Role                     | Poznámky   |
| ---- | --------------------------------------- | ------------------------ | ---------- |
| 1993 | Ambush in Waco: In the Line of Duty     | Steven Willis            |            |
| 1993 | Princess and Two Peas                   | hrášek číslo jedna       |            |
| 1994 | Žádný dezert tati, než posekáš trávu    | Tyler Cochran            |            |
| 1996 | Public Enemies                          | Doc Barker               |            |
| 1996 | Unesli mi ženu                          | Michael Galler           |            |
| 1997 | Hranice nevinnosti                      | Jake Walker              |            |
| 1997 | Campfire Tales                          | Eddie                    |            |
| 1997 | Něžná mafie                             | Luka                     |            |
| 1998 | Podezřelé chování                       | Steve Clarks             |            |
| 2000 | Fáma                                    | Derrick Webb             |            |
| 2000 | X-Men                                   | Scott Summers / Cyclops  |            |
| 2001 | Sugar & Spice                           | Jack Bartlett            |            |
| 2001 | Zoolander                               | John Wilkes Booth        |            |
| 2002 | Interstate 60                           | Neal Oliver              |            |
| 2003 | X-Men 2                                 | Scott Summers / Cyclops  |            |
| 2004 | 24. Den                                 | Dan                      |            |
| 2004 | Zápisník jedné lásky                    | Lon Hammond mladší       |            |
| 2004 | Heights                                 | Jonathan Kestler         |            |
| 2006 | Alibi                                   | Wendell Hatch            |            |
| 2006 | Kořeny mafie                            | Tommy                    |            |
| 2006 | X-Men: Poslední vzdor                   | Scott Summers / Cyclops  |            |
| 2006 | Superman se vrací                       | Richard White            |            |
| 2007 | Hairspray                               | Corny Collins            |            |
| 2007 | Kouzelná romance                        | princ Edward             |            |
| 2008 | 27 šatů                                 | Malcolm Kevin Doyle      |            |
| 2008 | Sex Drive                               | Rex Lafferty             |            |
| 2009 | The Box                                 | Arthur Lewis             |            |
| 2010 | Horší než smrt                          | Oscar                    |            |
| 2010 | Jako kočky a psi: Pomsta prohnané Kitty | Diggs                    |            |
| 2011 | Hop                                     | Fred O'Hare              |            |
| 2011 | Strašáci                                | David Sumner             |            |
| 2011 | Nailed                                  | Scott                    |            |
| 2012 | Robot & Frank                           | Hunter                   |            |
| 2012 | Holky na tahu                           | Trevor                   |            |
| 2013 | Naši a já                               | Chuck Diamond            |            |
| 2013 | 2 zbraně                                | Quince                   |            |
| 2013 | Komorník                                | John Fitzgerald Kennedy  |            |
| 2013 | Zprávař 2 – Legenda pokračuje           | Jack Lime                |            |
| 2014 | Ulička hanby                            | Gordon                   |            |
| 2014 | X-Men: Budoucí minulost                 | Scott Summers / Cyclops  | cameo role |
| 2014 | Co s láskou                             | Dawson Cole              |            |
| 2014 | Vítejte u mě                            | Rich                     |            |
| 2014 | Loft                                    | Chris Vanowen            |            |
| 2015 | Accidental Love                         | Scott                    |            |
| 2015 | Grizzly zabiják                         | Rowan                    |            |
| 2015 | Školní sraz                             | Oliver Lawless           |            |
| 2015 | Nepovedenej kšeft                       | Jim Spinch               |            |
| 2017 | Šok a úžas                              | Warren Strobel           |            |
| 2017 | The Female Brain                        | Adam Simmons             |            |
| 2018 | Henchmen                                | Hank (hlas)              |            |
| 2020 | Ježek Sonic                             | Tom Wachowski            |            |
| 2021 | Mimi šéf: Rodinný podnik                | Tim Templeton (hlas)     |            |
| 2021 | My Little Pony: Nová generace           | Hitch Trailblazer (hlas) |            |
| 2022 | Ježek Sonic 2                           | Tom Wachowski            |            |
| 2022 | Prokletá romance                        | král Edward              |            |
| 2023 | Aristotelův pád                         | Miles                    |            |
| 2023 | Tlapková patrola ve velkofilmu          | Hank (hlas)              |            |
| 2024 | Bez polevy                              | Jack LaLanne             |            |
| 2024 | Ježek Sonic 3                           | Tom Wachowski            |            |

### Televize
| Rok           | Název                         | Role                         | Poznámky                                    |
| ------------- | ----------------------------- | ---------------------------- | ------------------------------------------- |
| 1993          | Konečně zazvonilo, nová třída | Chad Westerfield             | díl: „Homecoming King“                      |
| 1993          | Chůva k pohledání             | Eddie                        | 2 díly                                      |
| 1994          | Boogies Diner                 | Jason                        | hlavní role                                 |
| 1995          | Kvítko                        | Josh                         | díl: „The Date“                             |
| 1995          | Správná pětka                 | Griffin Holbrook             | díl: „Ides of March“                        |
| 1995          | Dotek anděla                  | Jake                         | díl: „Angels on the Air“                    |
| 1996          | Second Noah                   | Ricky Beckett                | hlavní role, 22 dílů (1996–1997)            |
| 1998          | Krajní meze                   | Brav                         | díl: „Rite of Passage“                      |
| 2001          | Ally McBealová                | Glenn Foy                    | vedlejší role, 13 epizod (2001–2002)        |
| 2002          | Bram & Alice                  | Arnold Cooper                | díl: „Scribbling Rivalry“                   |
| 2009          | Robot Chicken                 | Jason Chambers / Lion (hlas) | díl: „Especially the Animal Keith Crofford“ |
| 2011          | Taková moderní rodinka        | Barry                        | díl: „Slow Down Your Neighbors“             |
| 2012–2013     | Studio 30 Rock                | Criss Chros                  | vedlejší role                               |
| 2014–2016     | Wander na cestách             | Sir Brad Starlight           | hlas                                        |
| 2016–2018     | Westworld                     | Teddy Flood                  | 13 dílů                                     |
| 2017          | Tour de doping                | Rex Honeycut                 | TV film                                     |
| 2019–2022     | Smrt nás spojí                | Steve Wood / Ben Wood        | hlavní role                                 |
| 2019          | Top Gear                      | Sám sebe                     | 1 díl                                       |
| 2020          | Mrs. America                  | Phil Crane                   | minisérie, 3 díly                           |
| 2020–2021     | The Stand                     | Stu Redman                   | hlavní role                                 |
| 2022          | Zelená vajíčka se šunkou      | Bo (hlas)                    | díl: „You Only Mom Twice“                   |
| 2023          | Party Down                    | Jack Botty                   | 2 díly                                      |
| 2023          | Soudní porota                 | on sám                       | hlavní role                                 |
| 2025          | Ráj                           | Cal Bradford                 | hlavní role                                 |
| bude oznámeno | Sousedská tajemství           | bude oznámeno                | hlavní role (2. řada)                       |

## Ocenění a nominace
| Rok  | Ocenění                   | Kategorie                                                                                        | Nominovaná práce | Výsledek  |
| ---- | ------------------------- | ------------------------------------------------------------------------------------------------ | ---------------- | --------- |
| 2007 | Billboard Year End Charts | Nejlepší nezávislé album roku                                                                    | Hairspray        | vítězství |
| 2007 | American Music Awards     | Nejlepší soundtrack                                                                              | Hairspray        | Nominován |
| 2007 | Screen Actors Guild Award | Nejlepší obsazení celovečerního filmu                                                            | Hairspray        | Nominován |
| 2008 | Cena Grammy               | Nejlepší kompilační soundtrackové album pro celovečerní film, televizi nebo jiné vizuální médium | Hairspray        | Nominován |
| 2011 | Filmový festival Savannah | Cena pro hvězdu                                                                                  | čestná cena      | vítězství |
| 2013 | Screen Actors Guild Award | Nejlepší obsazení celovečerního filmu                                                            | Komorník         | Nominován |
| 2013 | Screen Actors Guild Award | Nejlepší obsazení komediálního seriálu                                                           | Studio 30 Rock   | Nominován |

## Diskografie

### Soundtracky
| Rok  | Název písně                      | Album            |
| ---- | -------------------------------- | ---------------- |
| 2007 | „True Love's Kiss“ (s Amy Adams) | Kouzelná romance |
| 2007 | „That's Amore“                   | Kouzelná romance |
| 2007 | „The Nicest Kids in Town“        | Hairspray        |
| 2007 | „(It's) Hairspray“               | Hairspray        |

Poznámky:
- Ačkoliv zpíval v seriálu Ally McBealová, nebyl obsažen na žádném soundtracku, který seriál vydal.
- Soundtrack k filmu Hairspray byl nominován jako nejoblíbenější soundtrack na American Music Awards v roce 2007.